# Kabocha

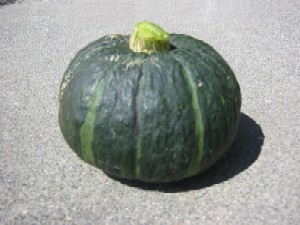

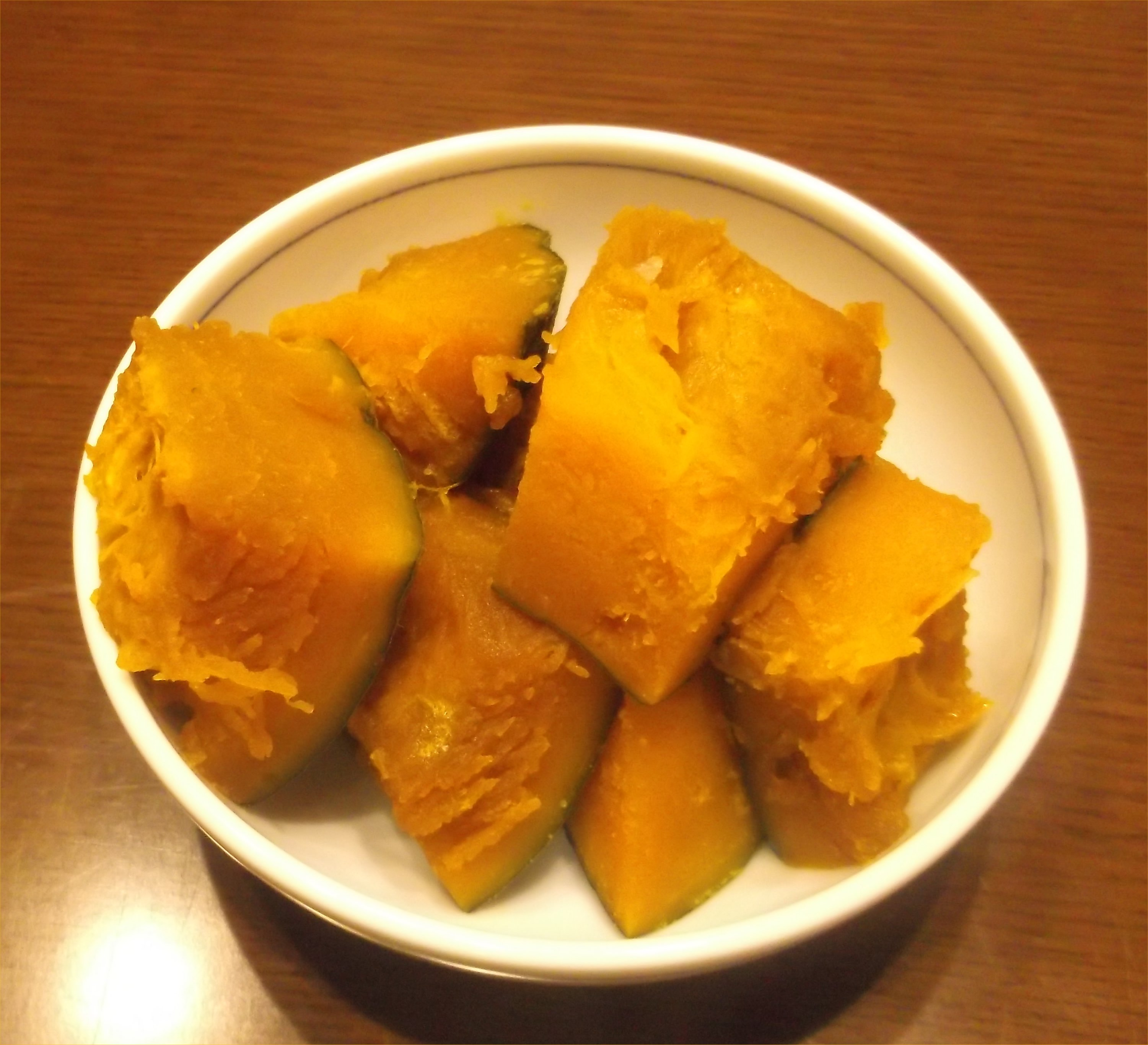
Nimono de kabocha(culinária japonesa)

Kabocha (pronúncia em português: [kɐˈbɔtʃɐ]; do japonês カボチャ, 南瓜), Danhobak (coreano 단호박), Fak Thong (tailandês ฟักทอง para "abóbora dourada") é uma variedade asiática da espécie Cucurbita maxima (abóbora-menina). No Brasil, esta variedade de abóbora é conhecida como Cabotiá, ou Abóbora Japonesa.
Em algumas culturas ele é reverenciado como um afrodisíaco. Algumas variedades do kabocha incluem: Ajihei, Ajihei No. 107, Ajihei No. 331, Ajihei No. 335, Cutie, Ebisu, Emiguri, e Miyako.
Atualmente, muitos dos kabochas vendidos nos mercados são do tipo Kuri Kabocha, que foi criado com base no Seiyo kabocha. Ele é popular por seu forte mas doce sabor e textura úmida e macia, que se parece com castanhas.

## Características
O kabocha é duro, tem uma pele nodosa, e tem uma casca verde fosco com algumas faixas branqueadas e uma cor amarelo-alaranjada dentro. Em muitos aspectos, ela é semelhante a uma Cucurbita maxima, mas sem o copo característico na ponta da flor. Ela é um membro da espécie Cucurbita maxima, junto com a Hubbard.
Um kabocha médio pesade 900 g a 1,35 kg mas pode chegar até a 3,6 kg.
Ele tem um sabor naturalmente doce e é semelhante em textura e sabor a uma combinação de abóbora e batata-doce. Alguns podem achar parecido com a batata russet. Como outros membros da família das abóboras, ele é geralmente misturado em acompanhamento e sopas ou no lugar de abóbora ou batata.
No Japão, ele é um ingrediente comum do tempura de vegetais e pode ser usado em sopas.
O Fak Thong (tailandês: ฟักทอง) é usado em pratos principais e sobremesas tradicionais tailandesas. Esta abóbora é usada na sopa jamaicana de pé de frango.
Danhobak (coreano: 단호박) é geralmente usado em um mingau tradicional chamado Hobakjuk (호박죽), que é feito principalmente durante o outono e inverno. O hobakjuk no ocidente contém geralmente abóbora.

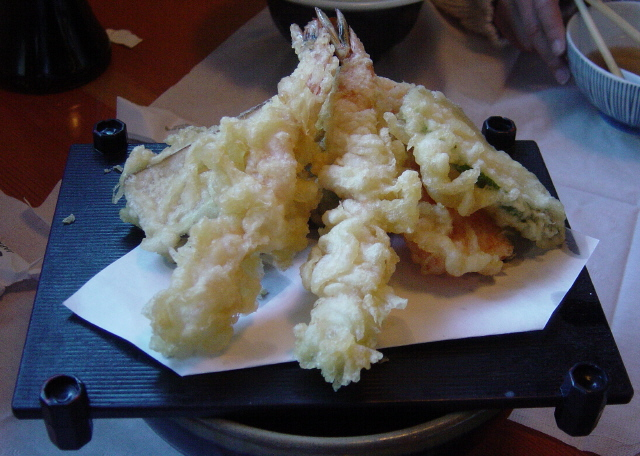
Kabocha (ponta direita) é um ingrediente comum no tempura.

O kabocha está disponível todo o ano mas é melhor consumido no final do verão e início do outono.
Ele é principalmente cultivado no Japão, Coreia do Sul, Tailândia, Califórnia, Flórida, Colorado, México, Tasmânia, Tonga, Nova Zelândia, Chile, Jamaica e África do Sul, mas é amplamente adaptado para climas que oferecem uma temporada de crescimento de 100 dias ou mais. A maior parte das plantações da Califórnia, Colorado, Tonga e Nova Zelândia são exportadas para o Japão.

## Nutrição
Ele é rico em betacaroteno, com ferro, vitamina C, potássio, e alguns traços de cálcio, ácido fólico e vitamina B.

## Amadurecimento
Quando o kabocha é colhido ele ainda está em crescimento. Portanto, ao contrário de outros vegetais e frutas, a frescura não é tão importante. Ele deve ser primeiro completamente maturado a fim de se tornar saboroso. Primeiro, o kabocha é amadurecido em um local morno (25 °C) por 13 dias, durante o qual parte do amido converte-se em açúcar. Então, ele é transferido para um local frio (10 °C) e guardado por cerca de um mês a fim de aumentar os seus carboidratos. Desta forma, o recém-colhido e seco kabocha é transformado em um kabocha doce e macio. Completamente amadurecido, o kabocha terá um recheio amarelo-avermelhado e uma casca dura com uma haste seca. Ele atinge o pico de amadurecimento cerca de 1,5-3 meses após ser colhido.

## História
Acreditava-se que todas as abóboras foram domesticadas na Mesoamérica. Em 1997, foi relatado que uma nova evidência sugere que isto ocorreu de 8 mil a 10 mil anos atrás, alguns milhares de anos antes do que se estimava anteriormente. Além disso, isto seria 4 mil anos antes da domesticação do milho e do feijão, outros grandes grupos de plantas. Pesquisas arqueológicas e de genética de plantas no século XXI sugerem que os povos do Nordeste americano domesticaram independentemente a abóbora, girassol e duas outras espécies de plantas.
Os marinheiros portugueses introduziram o kabocha no Japão em 1541, trazendo-os do Camboja. O nome em português para a abóbora, Cambodia abóbora (カンボジャ・アボボラ), foi abreviado para o japonês como kabocha. Alguns dialetos japoneses usam abreviações da segunda metade do nome, como bōbura (ぼうぶら) ou bōbora (ボーボラ).
O kabocha é escrito em kanji como 南瓜 (melão do sul) e é ocasionalmente chamado de 南京瓜 (melão de Nanking).

## Produção no Brasil
Em 2017, foram comercializadas 33.176 toneladas de abóbora na CEAGESP, sendo 56,6% de abóbora japonesa, 24% de abóbora moranga, 12% de abóbora seca, 6,75% de abóbora paulistinha e 0,4% de abóbora d’água. No entreposto da capital paulista, a abóbora é o 28º produto mais comercializado, tendo como principais estados produtores: São Paulo (53,6%), Paraná (26%) e Minas Gerais (12,7%).

## Galeria

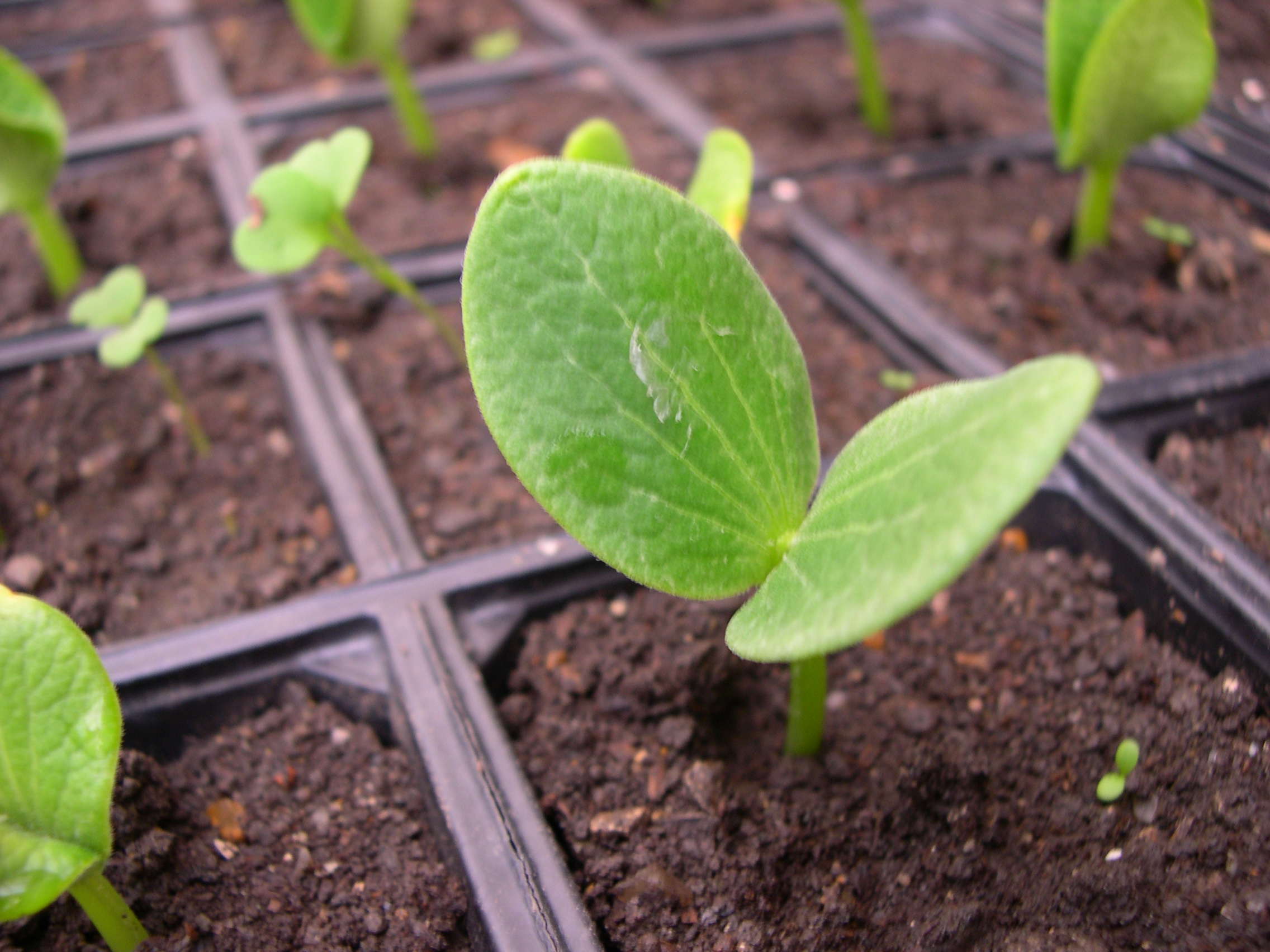
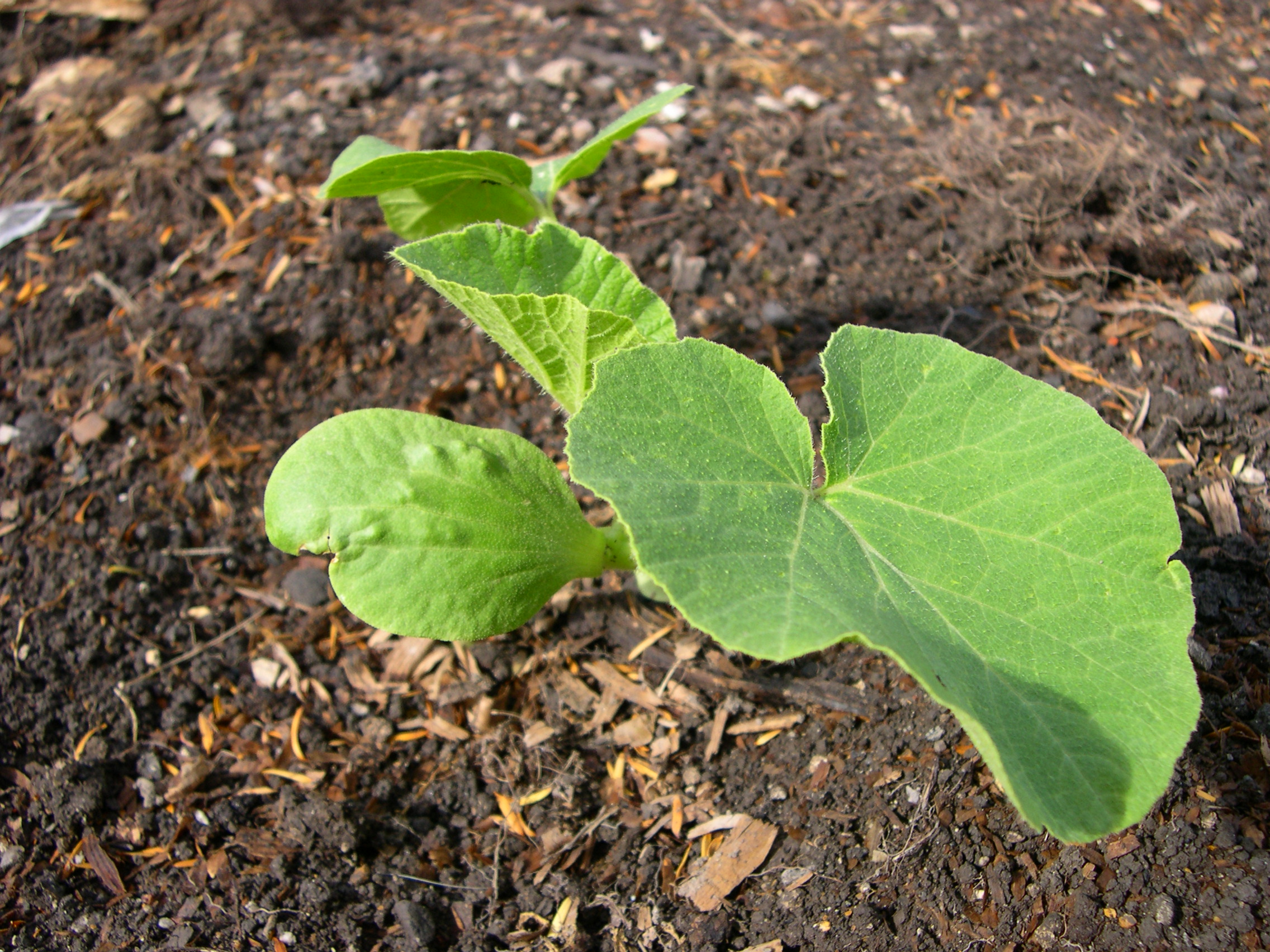
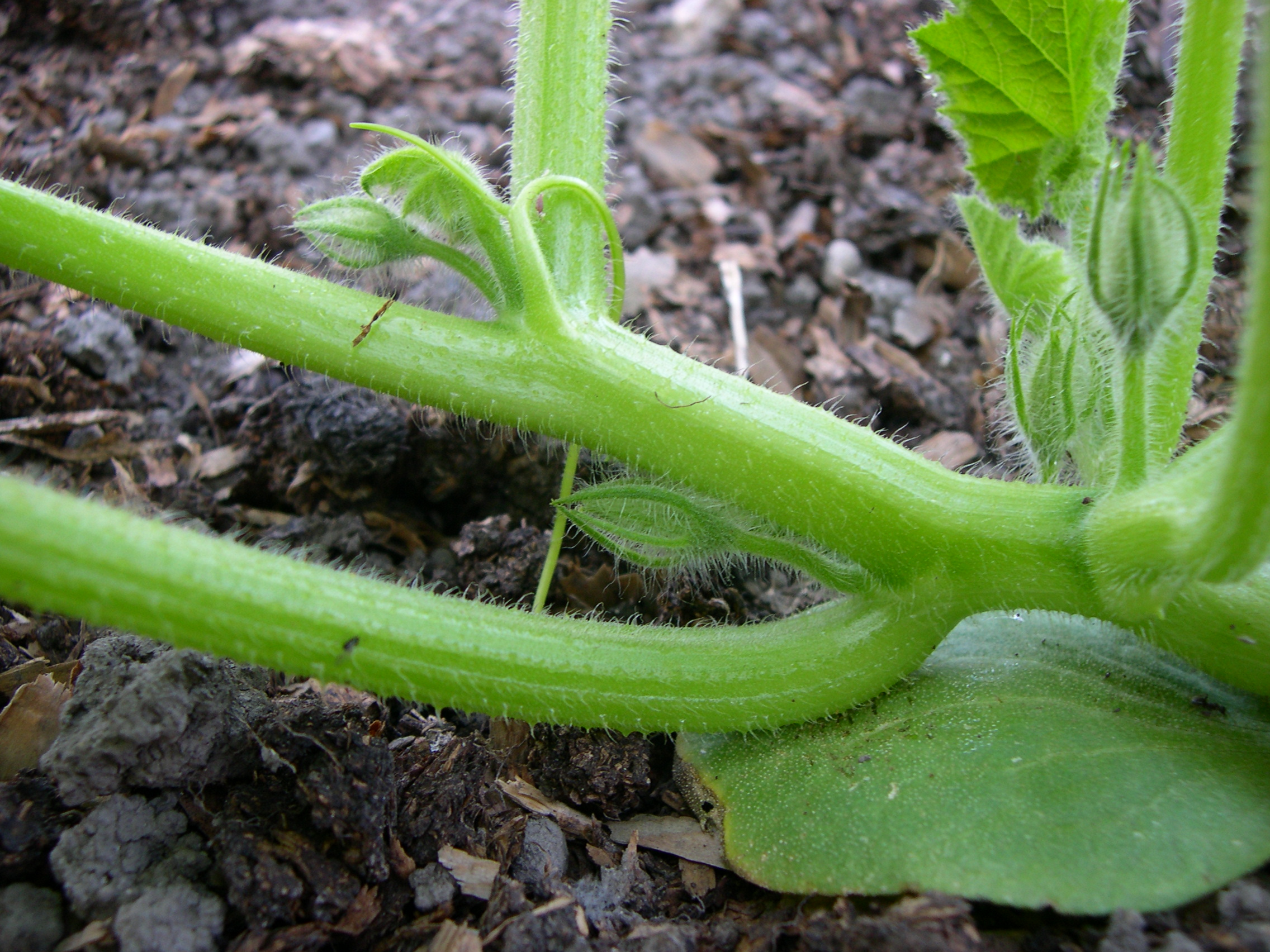
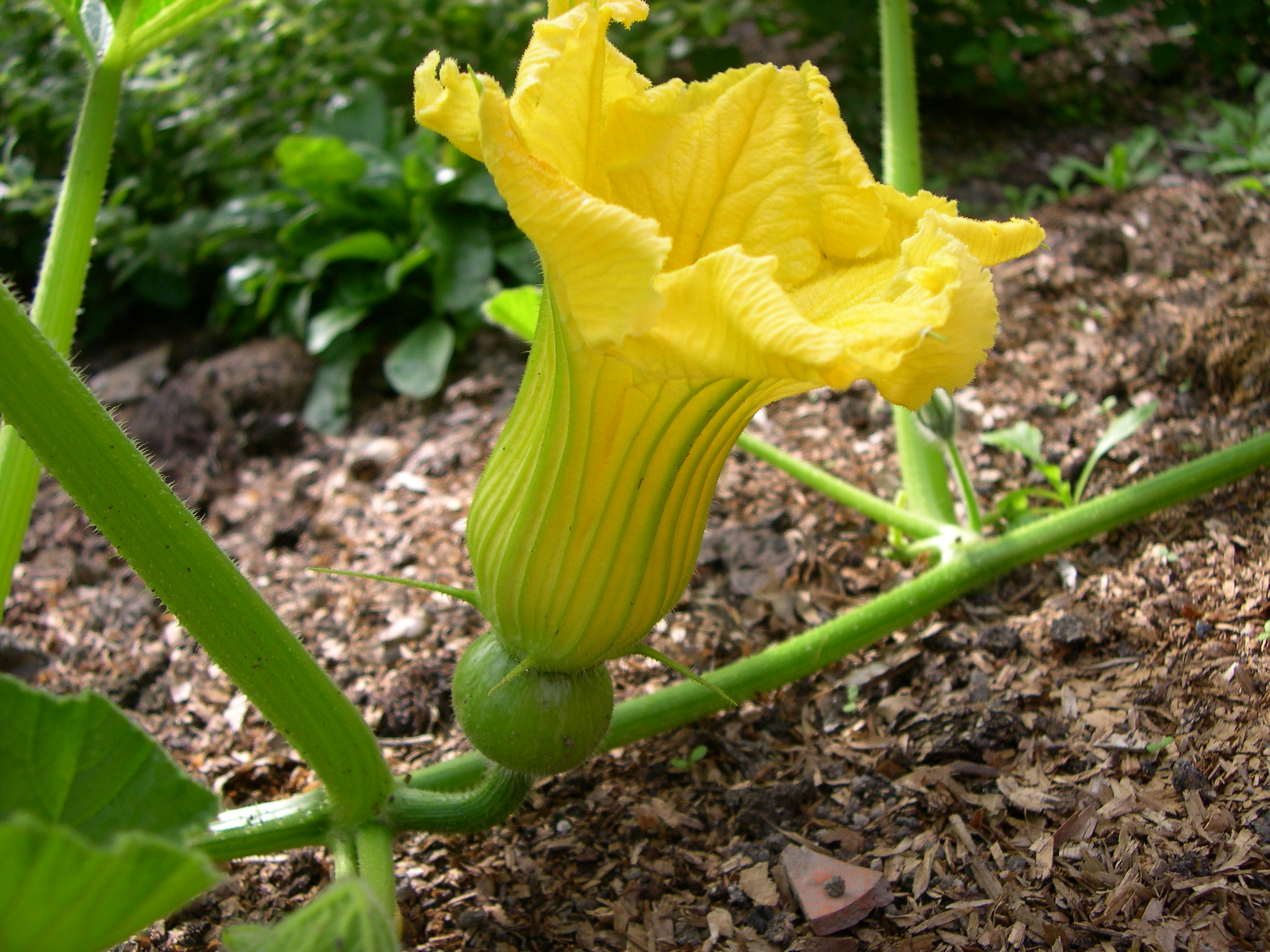
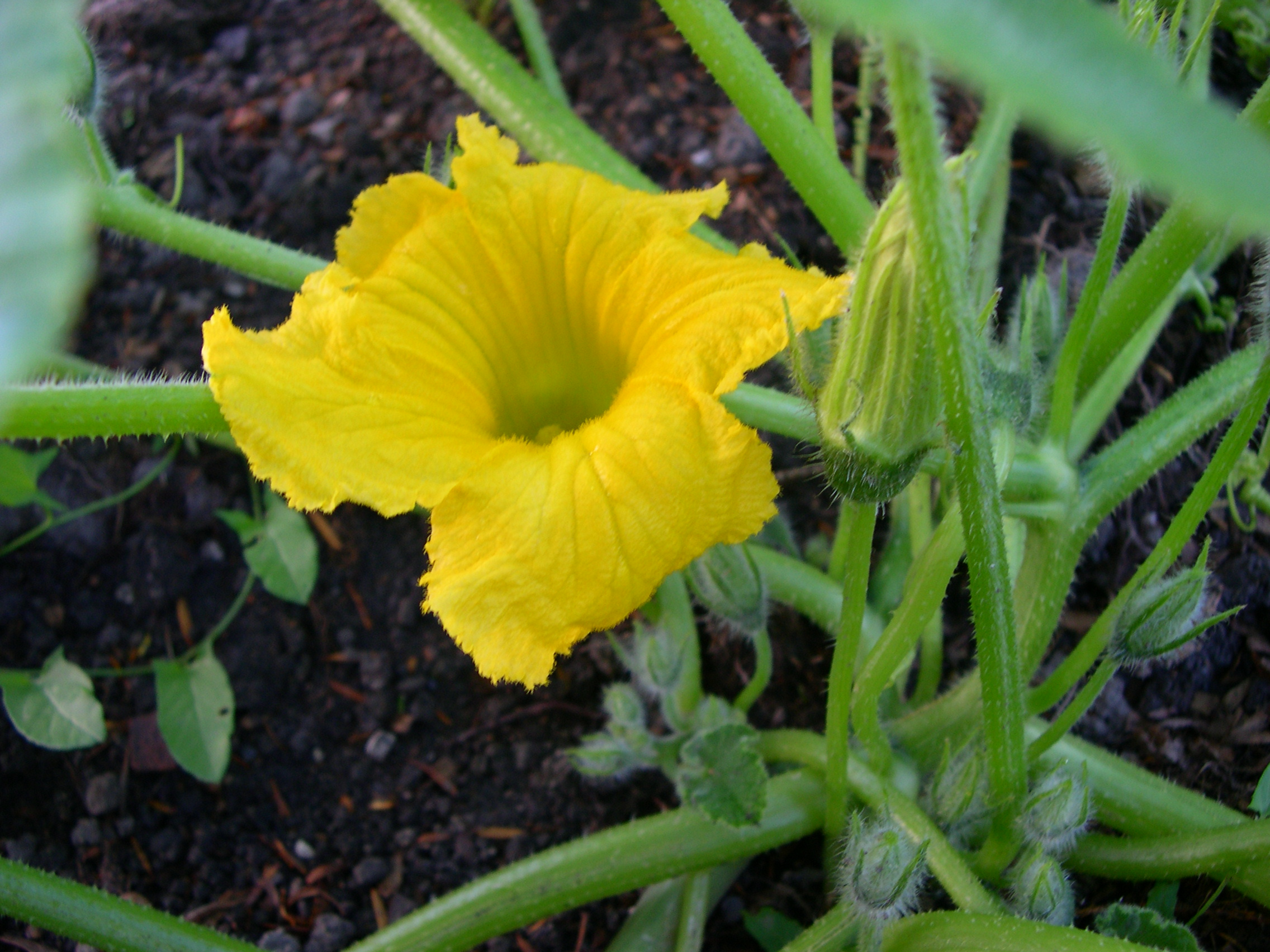
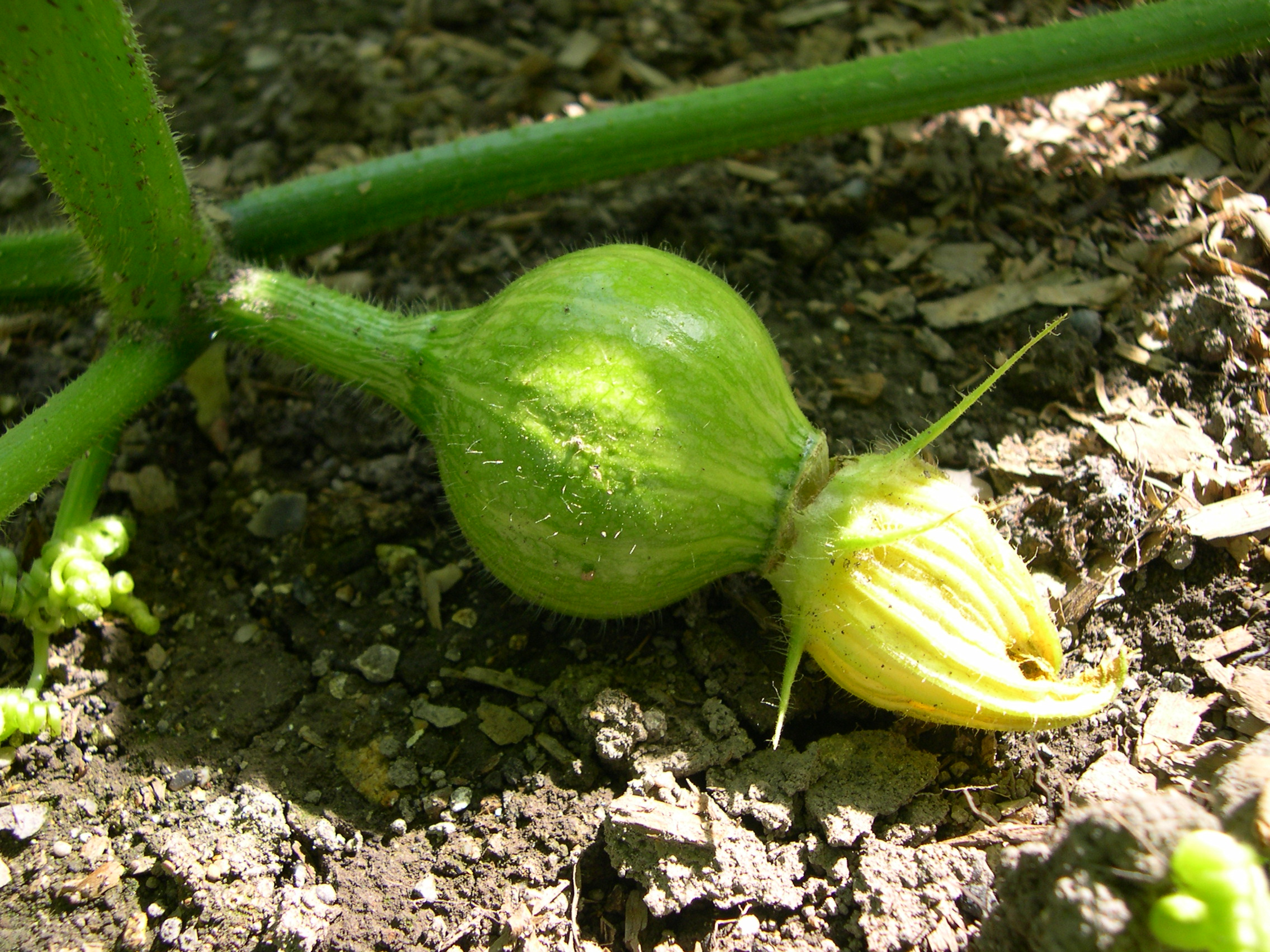
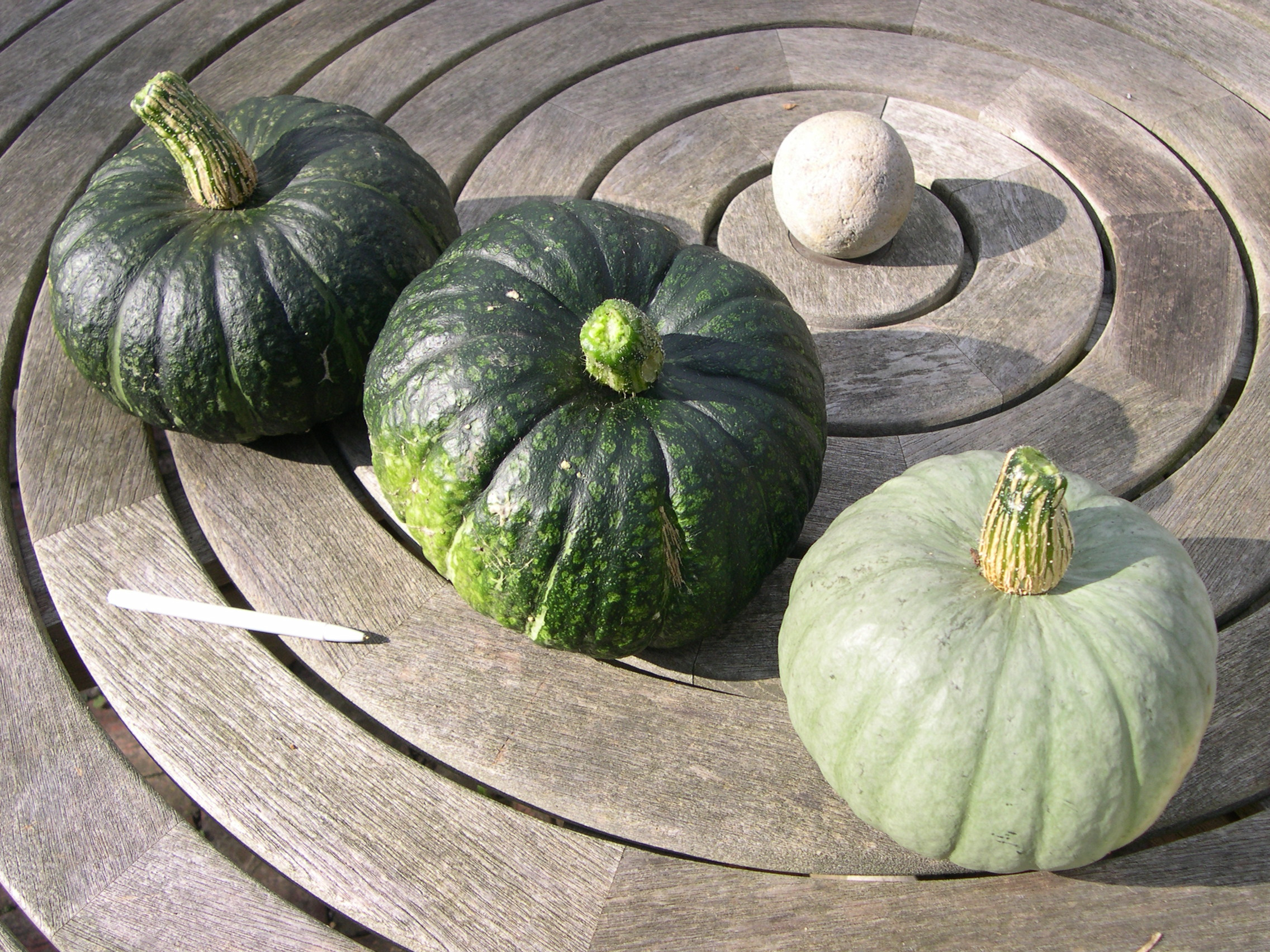
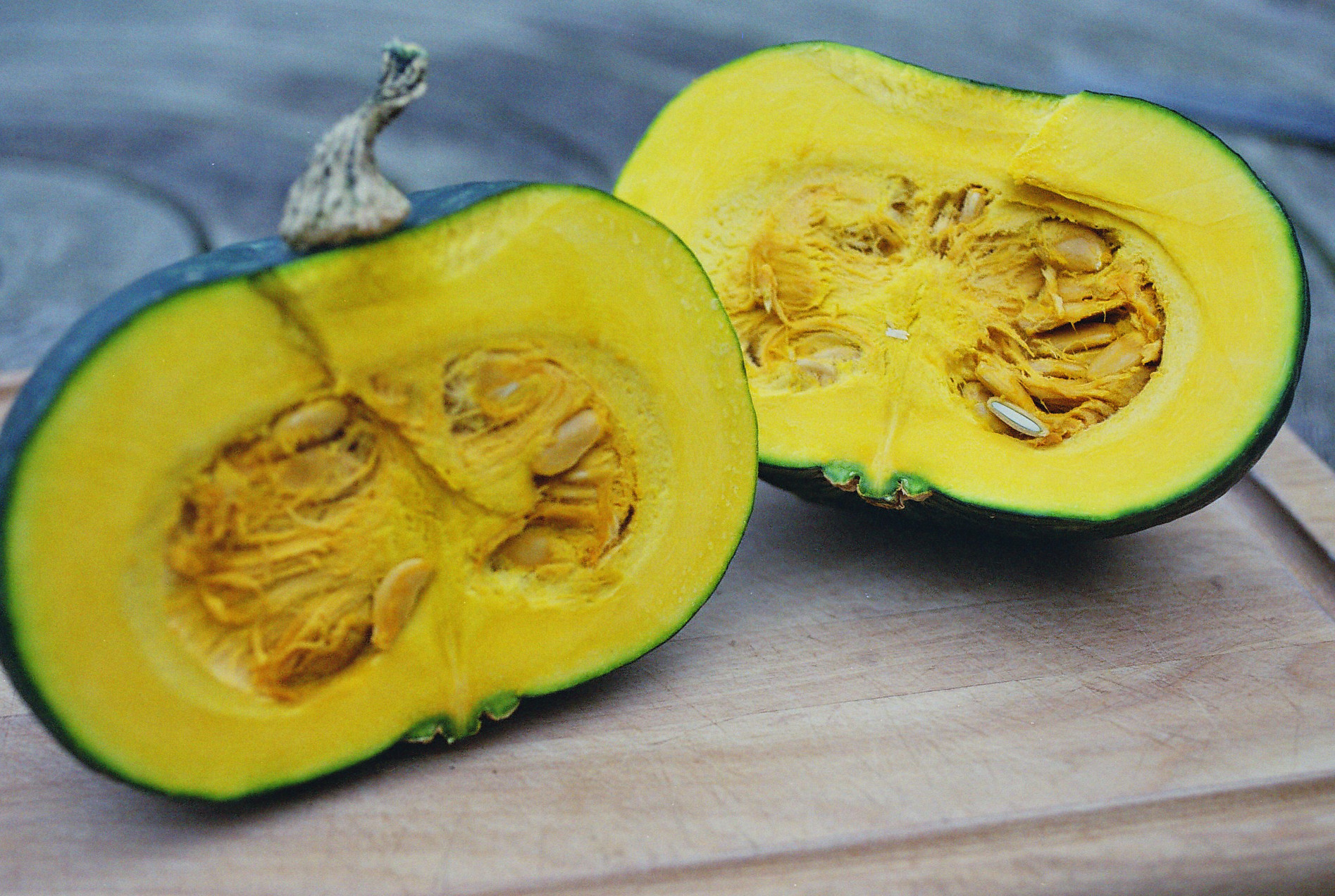
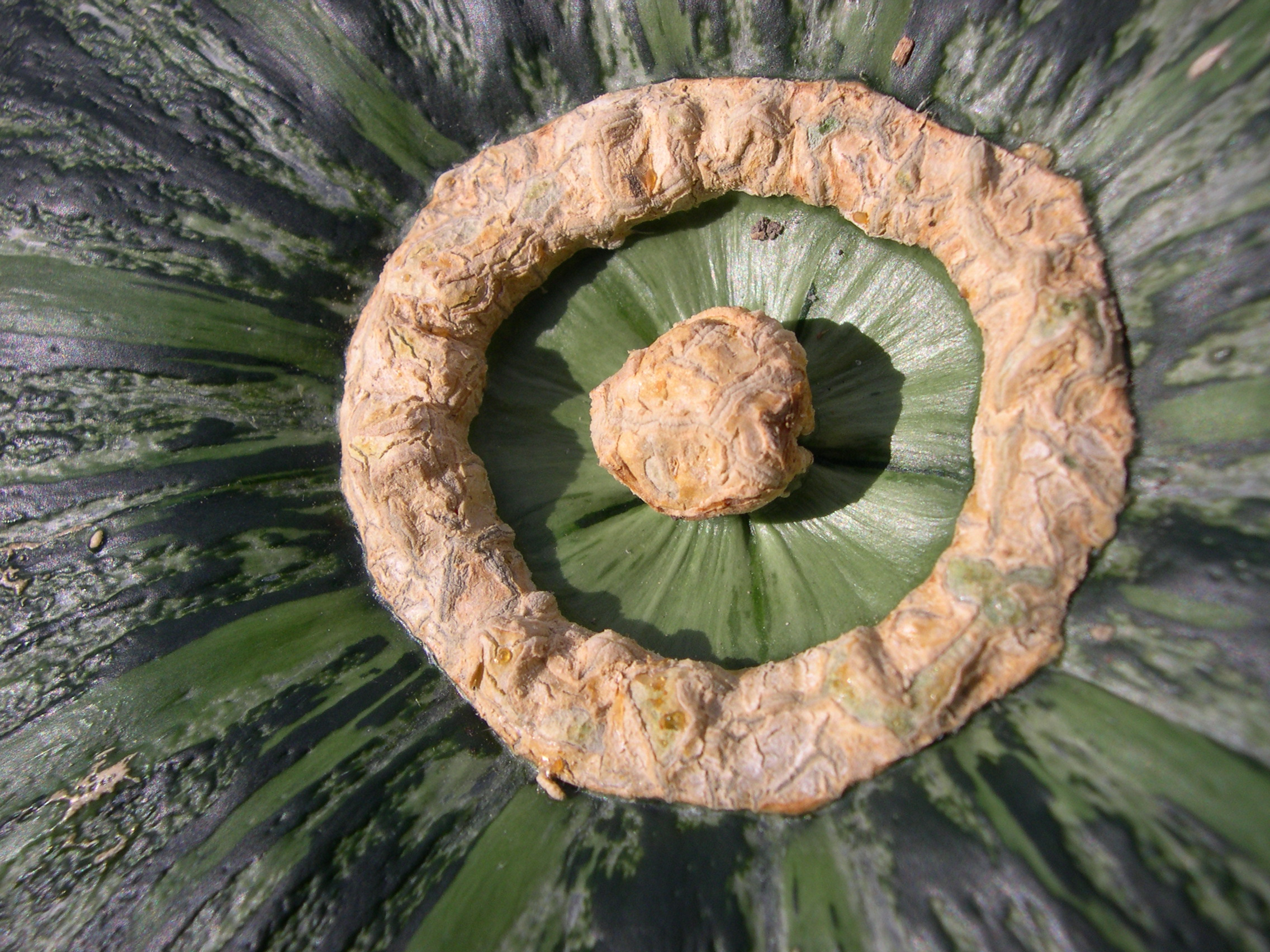
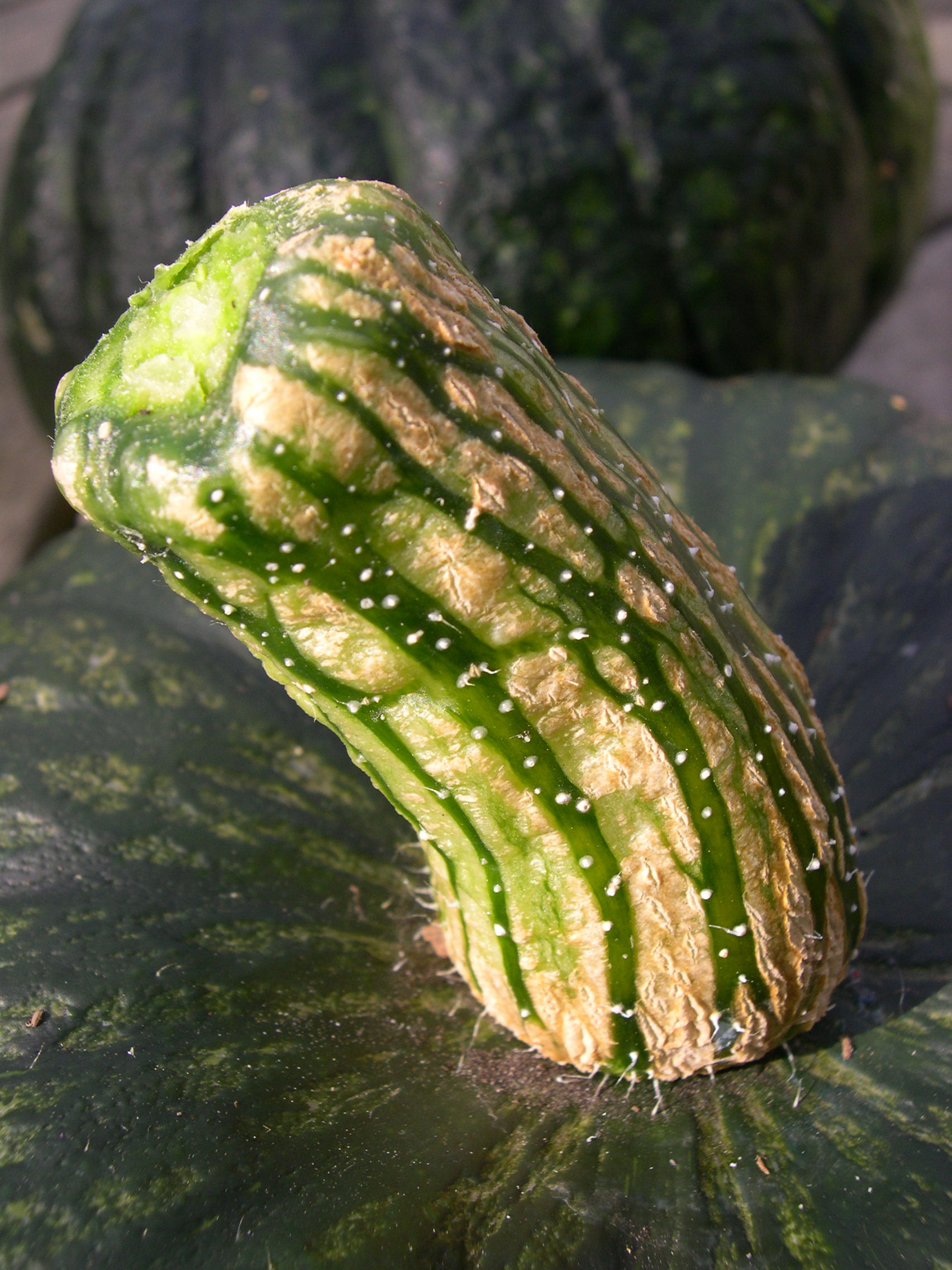
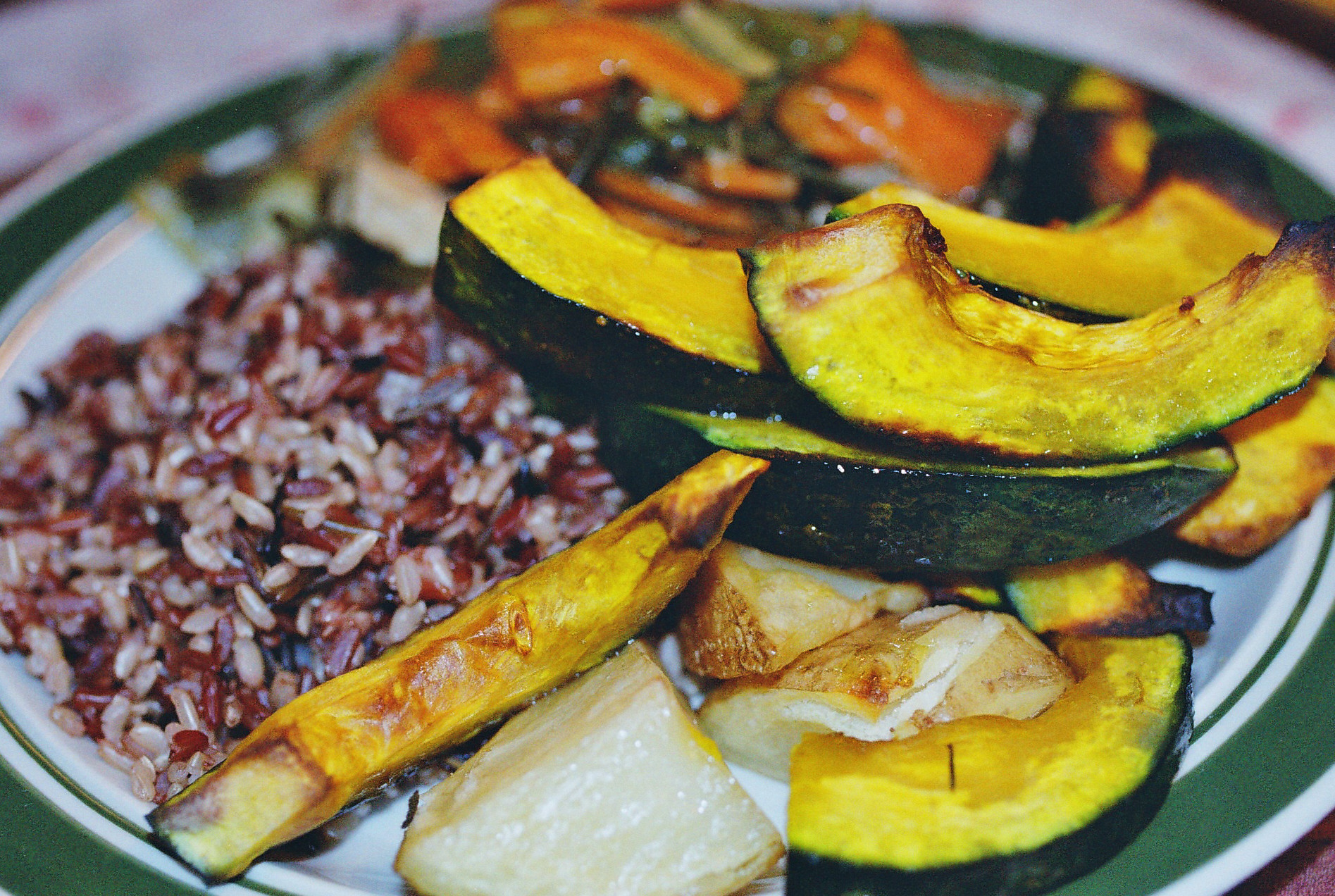